# Tavernerio
Tavernerio (Tavarnee in dialetto comasco, AFI: /tavarˈneː/) è un comune italiano di 5 634 abitanti della provincia di Como in Lombardia.

## Origini del nome
Il toponimo "Tavernerio", che affonda le sue radici nel sostantivo latino taberna, si riferisce con alta probabilità alla presenza, sul territorio, di un'osteria per i viandanti che percorrevano la strada romana che da Bergamo giungeva a Como attraverso Pontirolo. Un'ulteriore ipotesi identificherebbe nel toponimo la radice celtica Taw-, identificativa di un posto situato in alto.
Documenti medievali come gli Statuti di Como del 1335 fanno riferimento al toponimo "Tabernario", mentre documenti risalenti al 1652 riportano l'indicazione "Tavernè".

## Storia

### Dalla preistoria all'età antica
Da un punto di vista archeologico, le più antiche tracce dell'esistenza umana sul territorio di Tavernerio risalgono al neolitico. A questo periodo risalgono infatti sia un'ascia ritrovata sul finire dell'Ottocento nel letto del Torrente Cosia (e ora conservata nel museo civico di Como) sia un blocco di serizzo che, incuneato in un muro sulla strada provinciale nei pressi dell'oratorio di San Fermo, riporta sulla sua superficie un'incisione di quattro coppelle.
All'età del ferro risalirebbe invece un castelliere rinvenuto non lontano da Solzago.
Di epoca romana sono invece due tombe venute alla luce negli anni sessanta e comprensive di un ricco corredo funerario depositato al museo di Erba.

### Il Medioevo
Facendo parte del contado di Como attraverso la Pieve di Zezio, la storia medievale di Tavernerio è strettamente legata alle numerose guerre che, a partire dal X secolo, videro contrapposti i comuni  di Como e Milano. In questo contesto, tra il 1193 e il 1194 Tavernerio fu fortificato per mezzo di un castello costituito da una torre alta trenta braccia ed una muraglia, situato laddove oggi sorgono la chiesa di San Martino e la Villa Santa Maria. Secondo quanto riportato dallo storico comasco Giuseppe Rovelli, il castello di Tavernerio, che durante l'epoca delle Signorie fu coinvolto nelle contese per la città di Como fra le famiglie Rusconi e Torriani, andò distrutto durante una delle numerose scorribande che i soldati di Francesco Sforza, condotti dal marchese di Cutrone, avevano attuato nel contado comasco dopo esser stati sconfitti a Como nel 1449. A seguito degli ingenti danni, i comaschi decisero di smantellare definitivamente la fortificazione.

### Dall'età moderna ai giorni nostri
Sotto il Ducato di Milano, Tavernerio costituiva un'unica entità comunale con Solzago. Nel 1751, Tavernerio con Solzago comprendeva anche i cassinaggi di Cassina Sirtolo, Roncasio, Mirisetto, Costantina, Rovasio, Ghielmo e Pienzarotto. Cinque anni più tardi, il comune di Tavernerio con Urago venne inserito, nel Territorio civile della città di Como, nella istituenda pieve di Zezio inferiore.

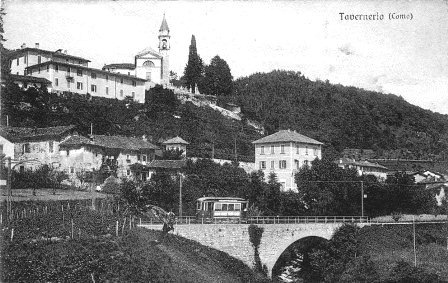
Tavernerio nella prima metà del Novecento. Sullo sfondo la chiesa di San Martino

Sotto Napoleone, nel 1807 Tavernerio vide allargare i propri confini territoriali con l'aggregazione del comune di Solzago. In seguito all’unione, Tavernerio contava 834 abitanti.  Sotto il Regno Lombardo-Veneto, nel 1816 vennero ricostituiti due comuni separati: Solzago e Tavernerio con Urago.
Nel 1928 i soppressi comuni di Ponzate e Solzago vennero incorporati dal comune di Tavernerio.
Nel 1951 Tavernerio fu colpito da una grave alluvione del torrente Cosia, evento in cui persero la vita sedici persone.
Nel 1971 il comune di Tavernerio aveva una superficie di 1197 ettari.
Dalla Seconda guerra mondiale in poi, il paese si sviluppò verso i territori pianeggianti, con la conversione di aree agricole in insediamenti residenziali, commerciali ed industriali. Da quel momento in poi, si è assistito a un costante aumento demografico.

### Simboli
Lo stemma e il gonfalone sono stati concessi con decreto del presidente della Repubblica del 25 ottobre 1999.
La figura di un orso ricorda la sua presenza sul territorio durante la preistoria testimoniata da tracce trovate nel Triangolo Lariano; le tre stelle simboleggiano i nuclei originari del paese, Tavernerio, Solzago e Ponzate, unitisi nel 1928; la cornucopia è allegoria di abbondanza e buona fortuna.
Il gonfalone è un drappo partito di rosso e di verde.
La bandiera municipale è un drappo partito di rosso e di verde caricato al centro dello stemma del Comune.

## Monumenti e luoghi d'interesse

### Architetture civili
- Villa Bossi[17] (XVIII secolo), situata nei pressi della chiesa di San Martino.[8]
- Villa Casartelli via IV Novembre 26 (forse precedente al XVIII secolo) presente nelle carte del Catasto Teresiano, con annessa filanda. Nel XIX secolo è appartenuta a Pietro Casartelli, parente dei Casartelli che fecero fortuna in Inghilterra producendo strumenti di precisione e dell’Arcibishop Joseph Casartelli.

### Architetture religiose

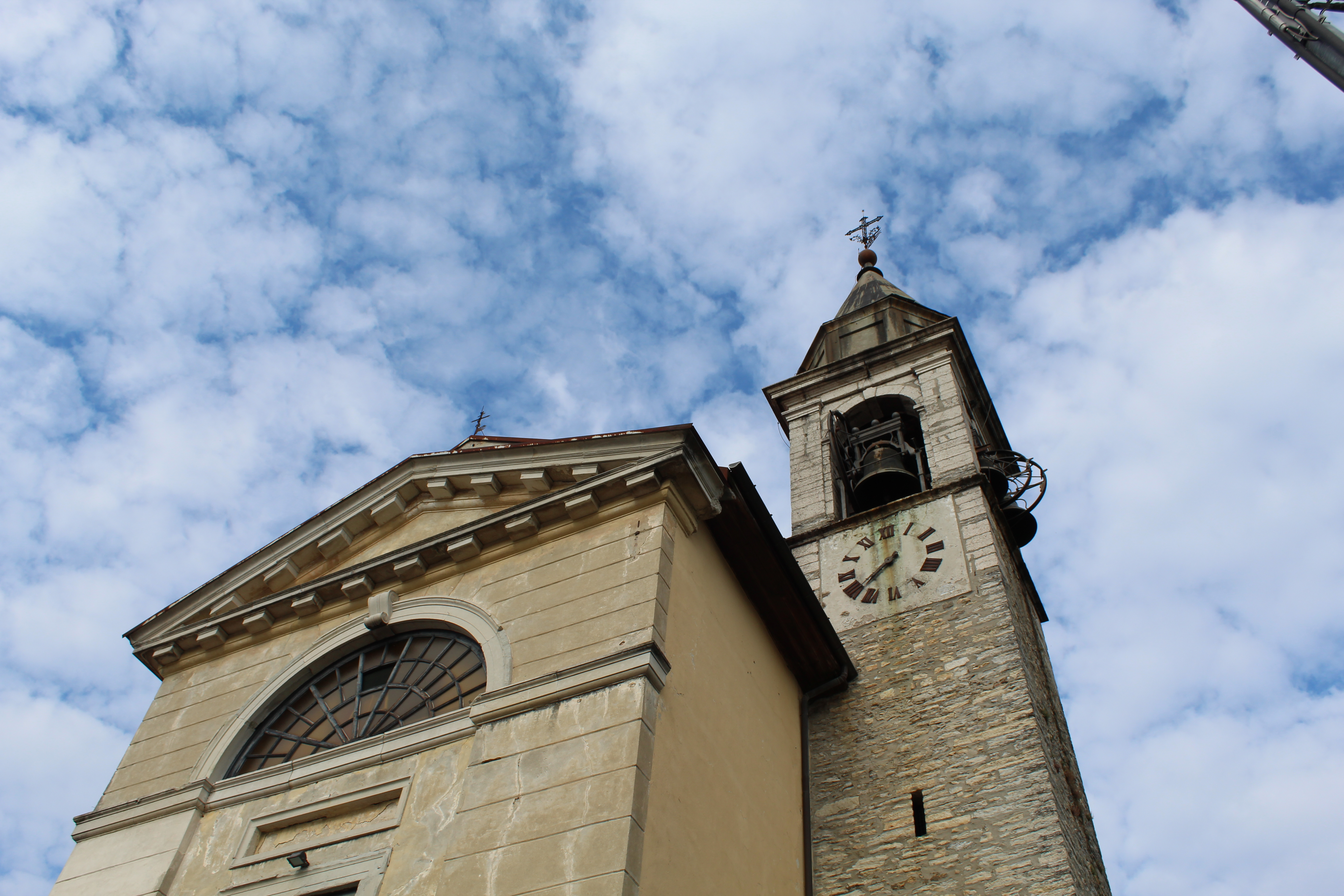
Chiesa di San Martino

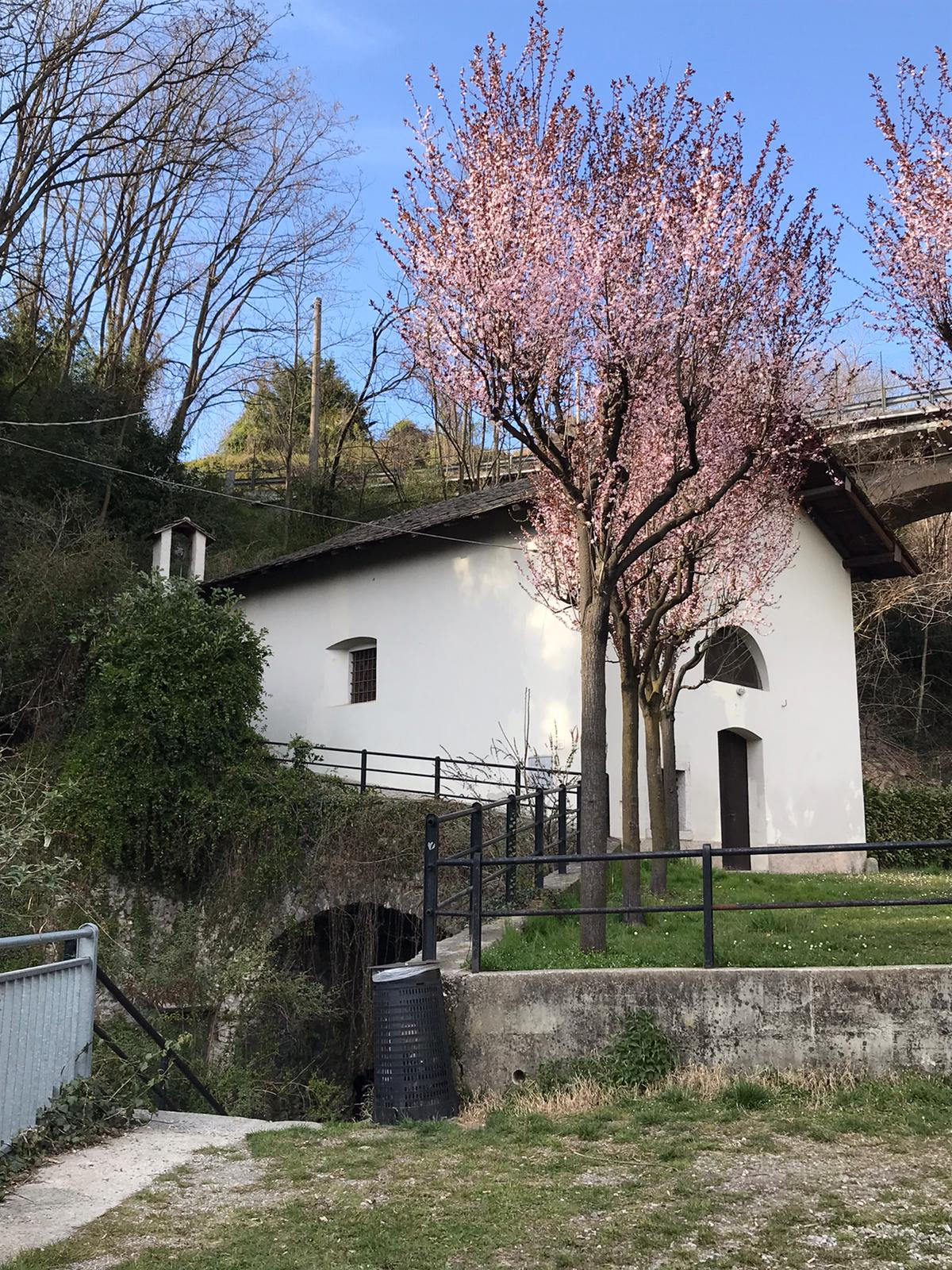
Oratorio di San Fereolo

A Tavernerio
- La chiesa di San Martino[18], attestata tra le dipendenze del capitolo della Cattedrale di Como già dalla fine del XIII secolo[19] nonché vecchia chiesa parrocchiale, fu ripetutamente rimaneggiata nel corso dei secoli[6], in modo particolare tra il Cinquecento e il Settecento[8]. Costruita probabilmente laddove un tempo si trovava il castello di Tavernerio, al suo interno ospita una croce d'argento del 1592, cesellata a bulino finissimo nelle due facciate e nello spessore da Gasparo Mola[5]. Al 1765 risalgono invece sia l'altarmaggiore sia un dipinto raffigurante Cristo Re, entrambi donati dalla famiglia Lambertenghi[6]. All'esterno della chiesa, un muretto riporta una serie di incisioni di antiche tavole da tris[20][21].
- La nuova Chiesa parrocchiale dell'Eucaristia[22] fu costruita tra il 1993 e il 1996[5].

- L'Oratorio di San Fereolo[23], situato sulle rive del torrente Tisone, comprende una cameretta con affreschi originari del 1400[5]. Menzionato durante la visita pastorale di Feliciano Ninguarda (1592), l'oratorio venne rimaneggiato nel XIX secolo[6].

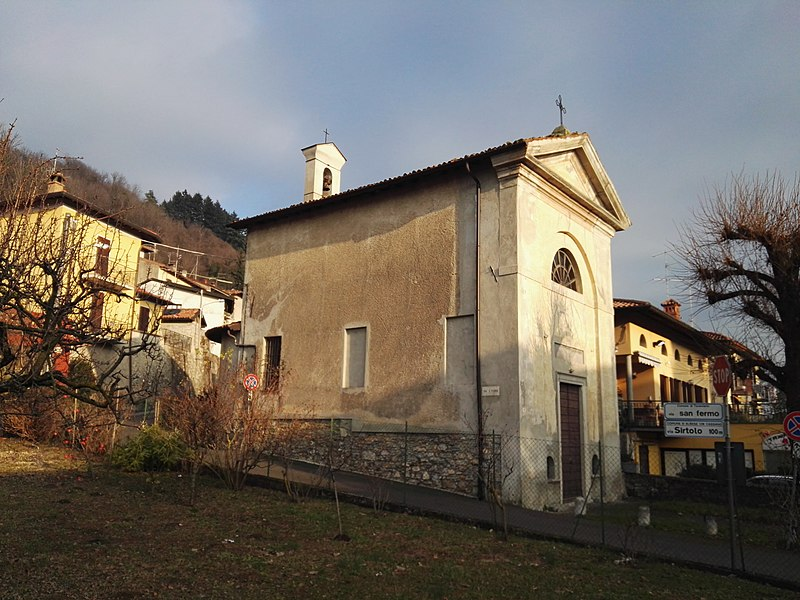
Oratorio di San Fermo

- L'Oratorio di San Fermo risale al 1835[24]. Nei pressi dell'oratorio si trova un blocco di serizzo coppellato che, secondo la Rivista archeologica di Como del 1901, segna tradizionalmente il confine tra la Diocesi di Como e la Diocesi di Milano[5].

#### A Solzago
- Chiesa di San Giovanni Battista[25]

#### A Ponzate
- Chiesa di Santa Brigida[26]

#### A Urago
- Oratorio di Sant'Anna[27][28]

### Aree naturali
- Parco della valle del Cosia,[29]che nel tratto tra il centro storico di Tavernerio e Solzago forma alcune cosiddette "marmitte dei giganti"[30]

### Altro
- Murales in località Rovascio[31]

## Società

Il gonfalone comunale

### Evoluzione demografica

#### Prima dell'unità d'Italia
- 1771: 519 abitanti.[32]
- 1799: 492 abitanti.[11]
- 1853: 767 abitanti.[13]
- 1859: 808 abitanti.[14]

#### Dopo l'unità d'Italia
Dati relativi al solo comune di Tavernerio, prima dell'aggregazione di Solzago e Ponzate:
- Censimento 1861: 891 abitanti.[14]
- Censimento 1871: 903 abitanti.[14]
- Censimento 1881: 967 abitanti.[14]
- Censimento 1901: 1 112 abitanti.[14]
- Censimento 1911: 1 094 abitanti.[14]
- Censimento 1921: 1 002 abitanti.[14]

Il seguente grafico riporta invece i dati comprensivi degli abitati di Tavernerio, Solzago e Ponzate.
Abitanti censiti

### Tradizioni e folclore
Ogni anno, in occasione della domenica successiva alla Pentecoste si tiene la festa dedicata al San Fereolo, che ha luogo presso l'omonimo oratorio.

## Infrastrutture e trasporti
Fra il 1912 e il 1955 la località era servita da una fermata posta lungo la Tranvia Como-Erba-Lecco.

## Amministrazione
Dal 5 giugno 2016 il sindaco è Mirko Paulon con la lista civica Progetto comune.

### Annotazioni
1. ↑  Per il dialetto comasco, si utilizza l'ortografia ticinese, introdotta a partire dal 1969 dall'associazione culturale Famiglia Comasca nei vocabolari, nei documenti e nella produzione letteraria.

### Fonti
1. 1 2   Bilancio demografico mensile anno 2024 (dati provvisori), su demo.istat.it, ISTAT.
2. ↑   Classificazione sismica (XLS), su rischi.protezionecivile.gov.it.
3. ↑   Tabella dei gradi/giorno dei Comuni italiani raggruppati per Regione e Provincia (PDF), in Legge 26 agosto 1993, n. 412, allegato A, Agenzia nazionale per le nuove tecnologie, l'energia e lo sviluppo economico sostenibile, 1º marzo 2011,  p. 151. URL consultato il 25 aprile 2012 (archiviato dall'url originale il 1º gennaio 2017).
4. ↑   AA. VV., Dizionario di toponomastica. Storia e significato dei nomi geografici italiani., Milano, Garzanti, 1996,  p. 646, ISBN 88-11-30500-4.
5. 1 2 3 4 5 6 7 8 9 10 11 12 13 14   Comune di Tavernerio, su comune.tavernerio.co.it. URL consultato il 20 gennaio 2020.
6. 1 2 3 4 5  Borghese, pp. 414-415.
7. 1 2 3   Comune di Solzago con Tavernerio, sec. XIV - 1757 – Istituzioni storiche – Lombardia Beni Culturali, su lombardiabeniculturali.it. URL consultato il 20 gennaio 2020.
8. 1 2 3  TCI, Guida d'Italia [...], p. 289.
9. 1 2   Cantù, Storia della città e della diocesi di Como,  pp. 218-219. URL consultato il 4 maggio 2022.
10. ↑   Comune di Tavernerio, sec. XVIII - 1757 – Istituzioni storiche – Lombardia Beni Culturali, su lombardiabeniculturali.it. URL consultato il 20 gennaio 2020.
11. 1 2 3   Comune di Tavernerio, 1798 - 1815 – Istituzioni storiche – Lombardia Beni Culturali, su lombardiabeniculturali.it. URL consultato il 20 gennaio 2020.
12. ↑   Comune di Solzago, 1816 - 1859 – Istituzioni storiche – Lombardia Beni Culturali, su lombardiabeniculturali.it. URL consultato il 20 gennaio 2020.
13. 1 2   Comune di Tavernerio, 1816 - 1859 – Istituzioni storiche – Lombardia Beni Culturali, su lombardiabeniculturali.it. URL consultato il 20 gennaio 2020.
14. 1 2 3 4 5 6 7 8 9   Comune di Tavernerio, 1859 - [1971] – Istituzioni storiche – Lombardia Beni Culturali, su lombardiabeniculturali.it. URL consultato il 20 gennaio 2020.
15. ↑   Tavernerio, decreto 1999-10-25 DPR, concessione di stemma e gonfalone, su Archivio Centrale dello Stato. URL consultato il 16 ottobre 2022.
16. ↑   Tavernerio, su Stemmi dei Comuni della Provincia di Como. URL consultato il 16 ottobre 2022.
17. ↑   Villa Bossi, Via IV Novembre, 21 - Tavernerio (CO) – Architetture – Lombardia Beni Culturali, su lombardiabeniculturali.it. URL consultato il 19 gennaio 2020.
18. ↑   Chiesa di S. Martino - complesso, Piazza Castello - Tavernerio (CO) – Architetture – Lombardia Beni Culturali, su lombardiabeniculturali.it. URL consultato il 19 gennaio 2020.
19. ↑   SIUSA - Parrocchia di S. Martino in Tavernerio, su siusa.archivi.beniculturali.it. URL consultato il 20 gennaio 2020.
20. ↑  Bartolini, p. 210.
21. ↑   Lombardia/Lombardy :: Centro Studi Triplice Cinta, su www.centro-studi-triplice-cinta.com. URL consultato il 2 febbraio 2023.
22. ↑   Redazione, Gallani inaugura un’opera nella chiesa di Tavernerio, su corrieredicomo.it. URL consultato il 19 gennaio 2020 (archiviato dall'url originale il 21 dicembre 2019).
23. ↑   Chiesa di S. Fereolo, Via San Fereolo - Tavernerio (CO) – Architetture – Lombardia Beni Culturali, su lombardiabeniculturali.it. URL consultato il 19 gennaio 2020.
24. ↑   Oratorio di S. Fermo, Via San Fermo - Tavernerio (CO) – Architetture – Lombardia Beni Culturali, su lombardiabeniculturali.it. URL consultato il 19 gennaio 2020.
25. ↑   Chiesa di S. Giovanni Battista - complesso, su lombardiabeniculturali.it.
26. ↑   Chiesa di S. Brigida - complesso, Via Santa Brigida - Tavernerio (CO) – Architetture – Lombardia Beni Culturali, su lombardiabeniculturali.it. URL consultato il 19 gennaio 2020.
27. ↑   Oratorio di S. Anna, Via Urago, 15 - Tavernerio (CO) – Architetture – Lombardia Beni Culturali, su lombardiabeniculturali.it. URL consultato il 19 gennaio 2020.
28. ↑   Comune di Tavernerio, su comune.tavernerio.co.it. URL consultato il 19 gennaio 2020.
29. ↑   PLIS Valle del Torrente Cosia – Parco Valle Cosia, su parcovallecosia.it. URL consultato il 23 dicembre 2022.
30. ↑  Bartolini, p. 70.
31. ↑   Mentre Tavernerio si allarga. Rovascio si sente abbandonata, su laprovinciadicomo.it.
32. ↑   Comune di Tavernerio, 1757 - 1797 – Istituzioni storiche – Lombardia Beni Culturali, su lombardiabeniculturali.it. URL consultato il 20 gennaio 2020.
33. ↑  Statistiche I.Stat ISTAT  URL consultato in data 28-12-2012.
Nota bene: il dato del 2021 si riferisce al dato del censimento permanente al 31 dicembre di quell'anno. Fonte:  Popolazione residente per territorio - serie storica, su esploradati.censimentopopolazione.istat.it.
34. ↑  Francesco Ogliari, Como nella scienza e nei trasporti, TIBB, Edizione speciale fuori commercio, Milano, novembre 1987.